# پیام اضطراری (آلبوم تک‌آهنگ)
پیام اضطراری (انگلیسی: Mayday) دومین آلبوم تک‌آهنگ از گروه پسرانۀ اهل کره جنوبی ویکتون است که در ۲ ژوئن ۲۰۲۰ توسط پلی ام انترتینمنت منتشر و توسط کاکائو انترتینمنت توزیع شد.